# Erioptera fuscoradialis
Erioptera fuscoradialis är en tvåvingeart som beskrevs av Alexander 1950. Erioptera fuscoradialis ingår i släktet Erioptera och familjen småharkrankar. Inga underarter finns listade i Catalogue of Life.